# Stamselviken
Stamselviken är en sjö i Strömsunds kommun i Jämtland och ingår i Ångermanälvens huvudavrinningsområde. Sjön har en area på 6,74 kvadratkilometer och ligger 273 meter över havet. Sjön avvattnas av vattendraget Faxälven.

## Delavrinningsområde
Stamselviken ingår i det delavrinningsområde (706763-149903) som SMHI kallar för Utloppet av Stamsele-Viken. Medelhöjden är 293 meter över havet och ytan är 30,31 kvadratkilometer. Räknas de 769 avrinningsområdena uppströms in blir den ackumulerade arean 6 637,37 kvadratkilometer. Faxälven som avvattnar avrinningsområdet har biflödesordning 2, vilket innebär att vattnet flödar genom totalt 2 vattendrag innan det når havet efter 162 kilometer. Avrinningsområdet består mestadels av skog (68 procent). Avrinningsområdet har 6,74 kvadratkilometer vattenytor vilket ger det en sjöprocent på 22,2 procent.